# لارس يوهانسون (لاعب باندي)
لارس يوهانسون هو لاعب باندي ‏ سويدي، ولد في 1 يونيو 1976.